# Cymodocella foveolata
Cymodocella foveolata är en kräftdjursart som beskrevs av Menzies 1962. Cymodocella foveolata ingår i släktet Cymodocella och familjen klotkräftor. Inga underarter finns listade i Catalogue of Life.